# Katarzyna Grabacka
Katarzyna Grabacka, po mężu Hofman (ur. 27 kwietnia 1966 w Krakowie) – polska koszykarka, multimedalistka mistrzostw Polski.
Jej starsza siostra Grażyna była koszykarką Korony Kraków.

## Osiągnięcia

### Drużynowe
- Mistrzyni Polski (1984, 1985)
- Wicemistrzyni Polski (1983)
- Zdobywczyni pucharu Polski (1984)
- Awans do najwyższej klasy rozgrywkowej (1988, 1990)

Reprezentacja
- Uczestniczka mistrzostw Europy U–18 (1984 – 12. miejsce)[3]